# Goldberg (geslacht)

Goldberg is een Nederlands geslacht waarvan leden sinds 1818 tot de Nederlandse adel behoorden en dat in 1903 uitstierf.

## Geschiedenis
De stamreeks begint met Peter Goldberg die in 1711 trouwde met Christina Nutges te Repelen (Meurs). Hun zoon Arnold Petersz. Goldberg (1715-1782) werd poorter van en vestigde zich in 1761 als makelaar in Amsterdam. Diens zoon Johannes (1779-1828) werd staatsraad van koning Lodewijk Napoleon, daarna gezant te Berlijn, directeur-generaal van koophandel en koloniën en staatsraad i.b.d.; hij werd bij KB van 19 maart 1818, no 75, verheven in de Nederlandse adel waardoor hij en zijn drie dochters het adellijke predicaat jonkheer/jonkvrouw mochten voeren. Met zijn jongste dochter stierf het adellijke geslacht in 1903 uit.